# کارلو آنچلوتی
کارلو آنچلوتی (به ایتالیایی: Carlo Ancelotti؛ زادهٔ ۱۰ ژوئن ۱۹۵۹) معروف به کارلتو و دون کارلو، بازیکن سابق فوتبال و سرمربی ایتالیایی است؛ وی اکنون هدایت تیم ملی فوتبال برزیل را بر عهده دارد. آنچلوتی تاکنون در ۱۲ تیم سرمربیگری کرده است.
آنچلوتی دارای دو رکورد عجیب و دست نیافتنی است: اول اینکه با شش حضور در فینال و پنج بار عنوان قهرمانی در لیگ قهرمانان اروپا، موفق‌ترین سرمربی تاریخ این مسابقات محسوب می‌شود. او دو بار با آ.ث. میلان در سال‌های ۲۰۰۳ و ۲۰۰۷ (۱۳۸۲ و ۱۳۸۶ هجری خورشیدی)  و سه بار با رئال مادرید در سال‌های ۲۰۱۴، ۲۰۲۲ و ۲۰۲۴ (۱۳۹۳، ۱۴۰۱ و ۱۴۰۳ هجری خورشیدی) موفق به کسب این جام شده‌است. وی در سال ۲۰۱۴ توانست رئال مادرید را پس از انتظاری ۱۲ ساله به دهمین قهرمانی اروپایی خود برساند.
در ثانی وی اولین و تنها سرمربی در تاریخ است که قهرمانی هر ۵ لیگ معتبر اروپا را در کارنامه خود دارد. او در مقام سرمربی با چلسی قهرمان لیگ برتر انگلستان، با بایرن مونیخ قهرمان بوندس‌لیگا، با آ.ث. میلان قهرمان سری‌ آ، با پاری‌سن‌-ژرمن قهرمان لیگ فرانسه و با رئال مادرید قهرمان لالیگا شده‌است.
او فوتبال را در ۱۷ سالگی در تیم پارما آغاز کرد؛ در سال ۱۹۷۹ به آ.اس. رم پیوست و با این تیم یک بار قهرمان لیگ و چهار بار قهرمان جام حذفی ایتالیا شد و در آنجا بود که تبدیل به یک بازیکن ثابت شده و ملی‌پوش شد. بین سال‌های ۱۹۸۴ تا ۱۹۸۷ به عنوان کاپیتان، تیمش را در میدان رهبری می‌کرد. بلافاصله پس از آن، از ۱۹۸۷ تا ۱۹۹۲ برای آ.ث. میلان بازی کرد. او جزو تیم اسطوره‌های آ.ث. میلان است که در سال‌های ۱۹۸۹ و ۱۹۹۰، قهرمانی جام باشگاه‌های اروپا را کسب کردند.
آنچلوتی در فصل ۱۴–۲۰۱۳، رئال مادرید را قهرمان سوپر جام اسپانیا، کوپا دل‌ ری و لیگ قهرمانان اروپا کرد. وی در فصل ۱۵–۲۰۱۴، علی‌رغم نائب قهرمانی رئال مادرید در لالیگا، از این باشگاه اخراج شد. سپس بعد از مدتی با باشگاه بایرن مونیخ قرارداد بست و کارش را از فصل ۱۷–۲۰۱۶ با بایرن مونیخ آغاز کرد. در پایان آن فصل توانست با بایرن مونیخ قهرمان بوندسلیگا و سوپر جام آلمان شود. او پس از آن سرمربی‌گری باشگاه‌های ناپولی و اورتون را برعهده گرفت. آنچلوتی بعد از ۶ سال در ژوئن ۲۰۲۱ پس از جدایی زین‌الدین زیدان از رئال مادرید، برای دومین بار، سرمربی‌گری این تیم را برعهده گرفت.
به عنوان بازیکن، از باشگاه‌هایی که آنچلوتی در آنها بازی کرده می‌توان به پارما، آ.اس. رم و آ.ث. میلان اشاره کرد.

## تیم ملی
آنچلوتی در مجموع ۲۶ مرتبه پیراهن تیم بزرگسالان ایتالیا را به تن کرد. پس از انجام ۷ بازی برای تیم ملی زیر ۲۱ سال و تیم ملی المپیک، برای اولین مرتبه در تاریخ ۶ ژانویه ۱۹۸۱ در برابر تیم ملی فوتبال هلند به میدان رفت (۱–۱). او در جام جهانی ۱۹۸۶ مکزیک و جام ملت‌های اروپا در سال ۱۹۸۸ در آلمان نیز حضور داشت و نامش در فهرست اسامی بازیکنان جام جهانی ۱۹۹۰ در کشورش ایتالیا هم که این تیم به مقام سوم جهان رسید، دیده می‌شد.

## فعالیت به عنوان مربی
پس از دوران موفقیت‌آمیز بازی، آنچلوتی تصمیم گرفت به عنوان مربی کار کند. کارلو آنچلوتی از اولین شاگردان آریگو ساکی بود که در سال ۱۹۹۲ و بلافاصله پس از پایان دوران بازی در میلان راهی کوورچیانو شد تا قدم در راه مربی‌گری بگذارد. تز پایانی او با عنوان «آینده فوتبال؛ تحرک بیشتر» در واقع برگرفته از آنچه بود که او در سال‌های بازی زیر نظر ساکی در میلان آموخته بود. ایستگاه اول او به عنوان مربی، تیم ملی ایتالیا بود. او در آنجا بین سال‌های ۱۹۹۲ و ۱۹۹۵ به عنوان دستیار آریگو ساکی کار کرد و توانست با این تیم به فینال جام جهانی ۱۹۹۴ در آمریکا برسد. در آنجا ایتالیا در ضربات پنالتی مغلوب تیم ملی فوتبال برزیل شد.
آنچلوتی در تابستان سال ۱۹۹۵ برای اولین بار به عنوان سرمربی با رجینا در سری بی قرارداد بست و در اولین سال حضورش موفق شد این تیم را راهی سری آ کند. بعد از سپری شدن یک فصل در رجینا، در تابستان سال ۱۹۹۶ به پارما رفت. در اولین فصل حضور در پارما (۹۷–۱۹۹۶) به طرزی باورنکردنی این تیم را به مقام نایب قهرمانی سری آ رساند. در فوریه سال ۱۹۹۹ جانشین مارچلو لیپی در یوونتوس تورین شد که در این تیم، موفقیتی در آن فصل کسب نکرده بود. آنچلوتی در یوونتوس نتوانست عنوان‌های ملی یا بین‌المللی مورد انتظار را به دست آورد. وی برای این تیم جام یوفا اینترتوتو را در سال ۱۹۹۹ به ارمغان آورد و دو بار در سال‌های ۲۰۰۰ و ۲۰۰۱، این تیم را به نایب قهرمانی سری آ رساند. وی در تابستان سال ۲۰۰۱ به دلیل عدم کسب جام قهرمانی، دوباره جایش را به مارچلو لیپی داد.

### آ.ث. میلان

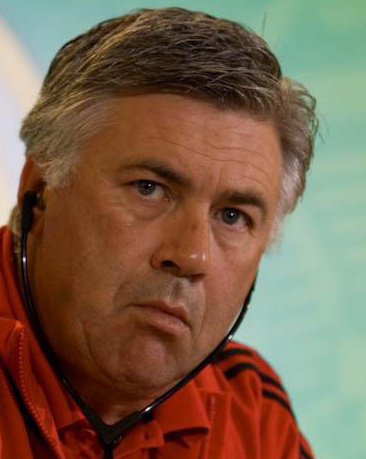
آنچلوتی با میلان

آنچلوتی در ۵ نوامبر سال ۲۰۰۱ به جای فاتح تریم مربی ترکیه ای، سکان هدایت تیم پرآوازه آ.ث. میلان را به دست گرفت. در آن برهه از زمان، میلان گرفتار بحرانی شدید بود. او میلان را به نیمه نهایی جام یوفا در فصل ۰۲–۲۰۰۱ رساند و فصل را با کسب مقام چهارم سری آ به پایان رساند. پس از آن‌که در شروع کار، به دلیل شیوه بازی دفاعی، به شدت مورد انتقاد علنی رئیس باشگاه، سیلویو برلوسکونی قرار گرفت، اما ارائه بازی‌های چشمگیر و سراسر نظم و انضباط، احترام زیادی برایش به وجود آورد. برای فصل ۰۳–۲۰۰۲ توانست دو بازیکن مهم به نام‌های آندره‌آ پیرلو و روی کاستا را به میلان بیاورد. به علاوه با هدایت وی، فیلیپو اینزاگی و آندری شوچنکو به یک زوج خط حمله قدرتمند تبدیل شدند.
میلان در فصل ۰۳–۲۰۰۲ در فینال لیگ قهرمانان اروپا در مقابل یوونتوس تورین قرار گرفت و توانست این تیم را در ضربات پنالتی ۳ بر ۲ مغلوب کند. چند روز بعد هم قهرمانی جام حذفی ایتالیا را به دست آورد. برای فصل ۰۴–۲۰۰۳، کاکا، ستاره فوتبال برزیل با میلان قرارداد امضا کرد. آنچلوتی با کاکا، به عنوان بازیکن کلیدی تیمش، میلان را در فصل ۰۴–۲۰۰۳ به سوی قهرمانی سوپر جام اروپا و اسکودتو هدایت کرد.
در فصل بعد از آن (۰۵–۲۰۰۴)، آنچلوتی دوباره میلان را به فینال لیگ قهرمانان اروپا رساند. بعد از برتری ۳ بر ۰ در نیمه اول، تیم او در نیمه دوم برتری‌اش را از دست داد و پس از ۹۰ دقیقه و تساوی ۳ بر ۳، در ضربات پنالتی، قهرمانی را به لیورپول انگلیس واگذار کرد. دو سال بعد، در فصل ۰۷–۲۰۰۶، دوباره این دو تیم در فینال به هم رسیدند. این‌بار اما میلان موفق شد با دو گل فیلیپو اینزاگی، قهرمانی اروپا را از آن خود کند. این پیروزی وجهه شایان توجهی برای کارلو آنچلوتی به ارمغان آورد. وی در آغاز ماه ژوئن سال ۲۰۰۷، قراردادش را با میلان تا سال ۲۰۱۰ تمدید کرد. از میلان تحت هدایت آنچلوتی، به عنوان دوره طلایی این تیم یاد می‌شود، دوره طلایی قبل تر باشگاه میلان مربوط می‌شود به دوره‌ای که میلان تحت هدایت ساکی و بعد از آن کاپلو بود. در آن تیم آنچلوتی به عنوان بازیکن با آن تیم به افتخارات زیادی دست یافته بود.
آنچلوتی با قهرمانی در لیگ قهرمانان اروپا در سال ۲۰۰۷، به جرگه کسانی پیوست که هم به عنوان بازیکن و هم مربی، این افتخار را کسب کرده‌اند. پنج نفر دیگر عبارتند از میگوئل مونوز، جووانی تراپاتونی، یوهان کرایف، فرانک ریکارد و، زین‌الدین زیدان هستند.
با این قهرمانی، به علاوه آنچلوتی در دایره کوچک مربیانی قرار گرفت که دو بار صاحب این عنوان شده‌اند. در حال حاضر مربیانی همچون ویسنته دل بوسکه، اوتمار هیتسفلد، الکس فرگوسن، خوزه مورینیو، پپ گواردیولا و یوپ هاینکس دو بار قهرمان این جام شده‌اند.

### چلسی

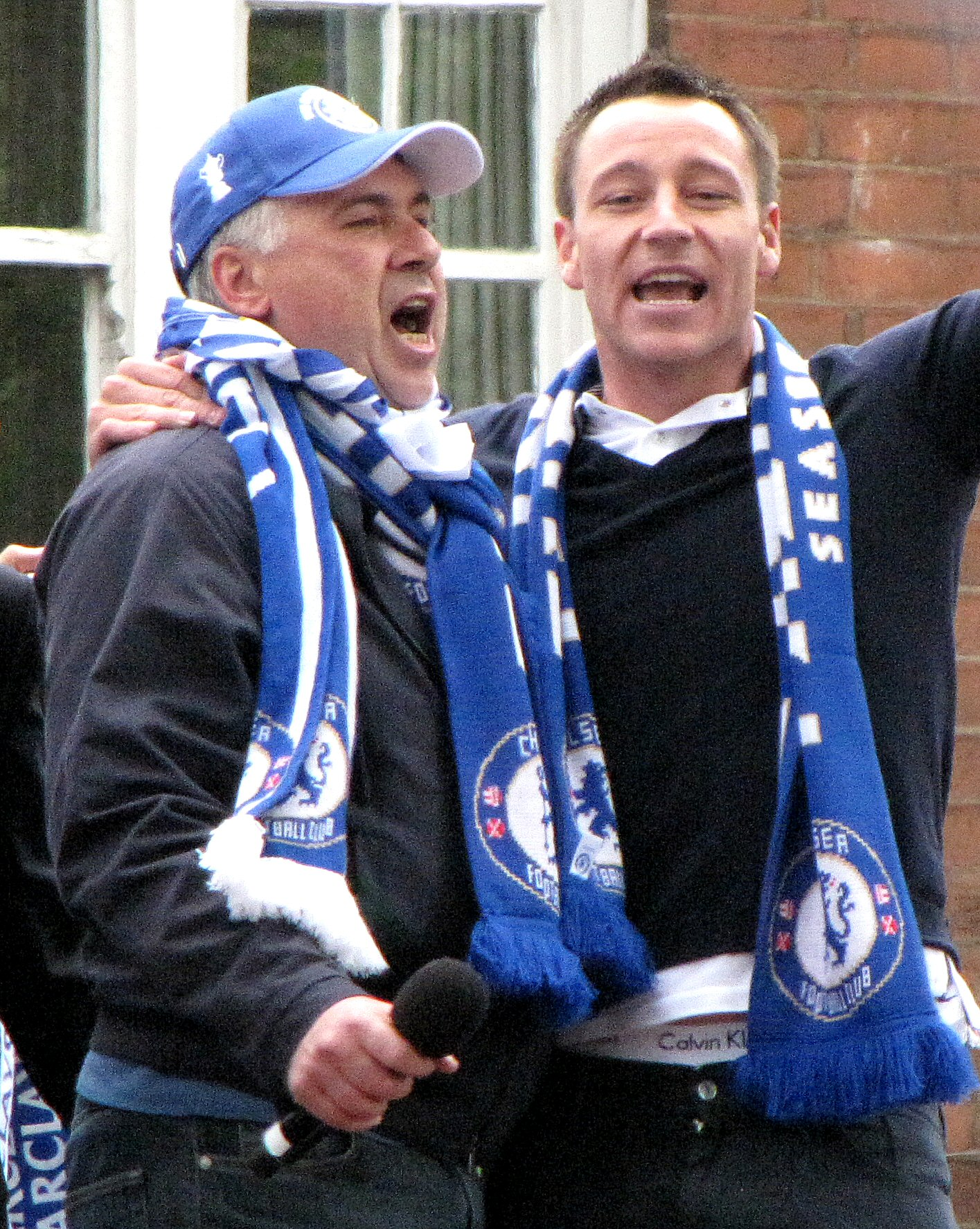
آنچلوتی در کنار جان تری مدافع سابق چلسی

در سال ۲۰۰۹ رومن آبراموویچ مالک روس باشگاه چلسی او را برای حضور در استمفوردبریچ متقاعد کرد.
آنچلوتی در اولین فصل حضورش در لندن موفق شد تیم‌های منچستر یونایتد، آرسنال و لیورپول را در بازی‌های رفت و برگشت شکست دهد و چلسی را به قهرمانی در لیگ برتر انگلیس و جام حذفی برساند. چلسی در آن فصل با هدایت آنچلوتی برای اولین بار در تاریخش موفق به کسب دوگانه انگلستان شد که این آمار تاکنون پا برجاست. اما فصل دوم او در چلسی با ناکامی همراه بود. چلسی تحت هدایت آنچلوتی رکورد بیشترین گل زده یک تیم در یک فصل را با ۱۰۳ گل زده در تاریخ لیگ برتر انگلستان در فصل ۲۰۰۹–۲۰۱۰ در اختیار دارد.

### پاری سن-ژرمن
او پس از ۶ ماه خانه نشینی سپس با پیشنهاد مسئولان باشگاه متمول پاریس سن ژرمن روبرو شد. کارلتو در فصل ابتدایی حضورش در پاریس، قهرمانی را به تیم نه چندان مطرح مون پولیه واگذار کرد. در تابستان ستارگان مطرحی چون زلاتان ابراهیموویچ، تیاگو سیلوا، ازکوئیل لاوتزی و … را به فرانسه آورد و تیمی کهکشانی را تشکیل داد و نوبت به هنرنمایی ستارگان گرانقیمت پاریس سن ژرمن در لوشامپیونه رسید. هرچند شاگردان آنچلوتی در مرحله یک چهارم نهایی لیگ قهرمانان اروپا با دو تساوی برابر بارسلونا و با توجه به قانون گل زده در خانه حریف از صعود بازماندند اما قهرمانی لیگ فرانسه را از آن خود کردند. آنچلوتی این قهرمانی را پس از ۱۹ سال برای این تیم به ارمغان آورد. از همان روزهای ابتدایی جدایی مورینیو از رئال، آنچلوتی به عنوان جدی‌ترین گزینه هدایت مادریدی‌ها مطرح شد اما بزرگ‌ترین مانع این انتقال مبلغ گزاف رضایتنامه او بود. مسئولان باشگاه پاریسی که به هیچ وجه نمی‌خواستند مربی باسابقه خود را از دست بدهند، سرانجام با جلب رضایت لوران بلان با جدایی او توافق کردند.

### رئال مادرید
سرانجام پس از کش و قوس‌های فراوان پاری سن ژرمن به در خواست رئال مادرید برای بستن قرار داد با کارلو آنچلوتی پاسخ مثبت داد تا این مربی ایتالیایی جانشین ژوزه مورینیو در سانتیاگو برنابئو شود. رئال مادرید با پرداخت ۵ میلیون یورو به پاری سن ژرمن او را جذب کرد. آنچلوتی با حقوق سالانه ۷ میلیون یورو به رئال مادرید پیوست. وی در سال اول حضورش در رئال توانست کوپا دل ری و لیگ قهرمانان اروپا را کسب کند. این در حالی بود که رئال پس از ۱۲ سال با مربیانی زیادی نتوانسته بود به فینال لیگ قهرمانان اروپا برسد. آنچلوتی همچنین پس از ۲۵ سال توانست دو جام در یک فصل را برای رئال مادرید به ارمغان بیاورد. رئال تحت هدایت وی موفق شد در فینال کوپا دل ری، بارسلونا رقیب سنتی خود را با حساب ۲–۱ شکست دهد و به قهرمانی برسد. در لیگ قهرمانان اروپا نیز رئال مادرید با زدن ۴۱ گل (دومین رکورد گل تاریخ این بازی‌ها) در مجموع بازی‌ها، قدرتمندانه قهرمان شد. رئال با هدایت آنچلوتی برای اولین بار در تاریخ موفق شد در خاک آلمان مقابل بایرن مونیخ و با نتیجه پرگل ۴–۰ (مجموع ۵–۰) بایرن مونیخ با هدایت گواردیولا را شکست دهد. در فینال نیز رئال موفق شد، ۴–۱ اتلتیکو مادرید را شکست دهد و به این ترتیب آنچلوتی توانست دهمین جام قهرمانی در اروپا را برای رئالی‌ها به ارمغان بیاورد.
با قهرمانی رئال مادرید در لیگ قهرمانان اروپا، آنچلوتی به تنها مربی تبدیل شد که سه بار صاحب عنوان قهرمانی در لیگ قهرمانان اروپا شده‌است. البته چند سال بعد دستیار او در زمان مربیگری در رئال مادرید یعنی زین‌الدین زیدان نیز توانست به این رکورد دست پیدا کند. همچنین کارلو آنچلوتی با این قهرمانی در دایره کوچک مربیانی قرار گرفت که موفق شده با دو تیم مختلف قهرمان لیگ قهرمانان اروپا شود. کارلتو با ۴ بار حضور در فینال لیگ قهرمانان اروپا به عنوان مربی، در این زمینه نیز صاحب رکورد است.
نتایج درخشان آنچلوتی در دومین سال حضورش در رئال مادرید نیز تکرار شد. کارلتو در دومین سال حضورش پس از پیروزی ۳–۰ مقابل لیورپول در آنفیلد (برای اولین بار در تاریخ باشگاه رئال) و پیروزی ۳–۱ در ال کلاسیکو مقابل بارسلونا با یک نمایش فوق‌العاده، به محبوبیت بی نظیری نزد هواداران رئال مادرید دست یافت. بازی ال کلاسیکو تنها در فاصله سه روز پس از برگزاری بازی با لیورپول انجام شد. کارلو آنچلوتی، تنها در دومین فصل حضورش در این باشگاه، رکوردی ثبت کرد که قبلاً هیچ‌وقت در تاریخ باشگاه رئال مادرید و تاریخ تیم‌های اسپانیایی وجود نداشته‌است؛ ۲۲ پیروزی متوالی در رقابت‌های لالیگا، جام حذفی اسپانیا، لیگ قهرمانان اروپا و جام جهانی باشگاه‌ها. در کتاب رکوردهای گینس، رکورد پیروزی‌های متوالی با ۲۴ برد متعلق به باشگاه فوتبال کوریتیبا است.
کارلتو در دومین سال حضور خود موفق شد جام باشگاه‌های جهان را نیز به همراه رئال مادرید فتح کند. با قهرمانی رئال در جام باشگاه‌های جهان، تعداد قهرمانی‌های این تیم در سال ۲۰۱۴ به تعداد ۴ رسید که این امر در تاریخ باشگاه رئال مادرید بی‌سابقه بوده‌است. همچنین تیم تحت هدایت آنچلوتی در دیدارهای رسمی خود در سال ۲۰۱۴ با احتساب دیدار فینال جام باشگاه‌های جهان، ۵۱ پیروزی و ۱۷۸ گل به ثمر رساند و از نظر تعداد پیروزی و تعداد گل زده رکورد جدیدی را در تاریخ فوتبال اسپانیا ثبت کرد. پیش از این بهترین رکورد تعداد پیروزی و گل زده در یک سال میلادی به تیم بارسلونا تعلق داشت. تیم کارلتو بهترین درصد پیروزی در تاریخ باشگاه رئال مادرید با ۷۹٫۵ درصد را در اختیار دارد. در سال ۲۰۱۴، به انتخاب کاربران وب سایت روزنامه اسپانیایی مارکا کارلو آنچلوتی به عنوان بهترین مربی سال لالیگا انتخاب شد. همچنین از سوی فدراسیون بین‌المللی تاریخ و آمار فوتبال، کارلو آنچلوتی به عنوان بهترین مربی باشگاهی جهان در سال ۲۰۱۴ انتخاب شد.
این مربی ایتالیایی بهترین رکورد تاریخ رئال مادرید و فوتبال اسپانیا را در صد بازی اول یک مربی به نام خود ثبت کرده‌است. کارلتو در این ۱۰۰ بازی به ۷۸ برد، ۱۰ تساوی و ۱۲ باخت کسب کرده‌است.
رئال تحت هدایت آنچلوتی توانست در دو سال پیاپی هجومی‌ترین تیم اروپا لقب بگیرد. از سوی دیگر با به ثمر رساندن ۱۱۸ گل دومین رکورد گل زده تاریخ لالیگا را کسب کند. این مربی در تاریخ ۴ خرداد ۱۳۹۴ به دلیل نایب قهرمانی در لالیگا و حذف در مرحله یک‌هشتم جام حذفی و حذف در مرحله نیمه نهایی فصل ۲۰۱۴–۲۰۱۵ لیگ قهرمانان اروپا، از سوی پرز رئیس باشگاه رئال مادرید از سمت خود برکنار شد.

### بایرن مونیخ
وی در فصل ۲۰۱۶–۲۰۱۷ با وجود شروعی قدرتمندانه، در ادامه فصل همراه با بایرن مونیخ در بعضی بازی‌های بزرگ به مشکل برخورد و شاهد حذف شدن تیمش بود مثلاً (بازی نیمه نهایی جام حذفی مقابل دورتموند و رئال مادرید در یک چهارم لیگ قهرمانان اروپا) ولی توانست بوندسلیگا و سوپر کاپ آلمان (قبل از شروع فصل ۲۰۱۶–۲۰۱۷ زیرا مسابقه سوپر کاپ قبل از شروع هر فصل برگزار می‌شود) را برای بایرن به ارمغان بیاورد. وی در ماه سپتامبر ۲۰۱۷ و پس از باخت ۳ بر صفر مقابل پاری سن ژرمن از باشگاه بایرن مونیخ اخراج شد.

### ناپولی
وی در سال ۲۰۱۸ هدایت تیم ناپولی را بر عهده گرفت و در پایان سال ۲۰۱۹ پس از نشستی که با سران این باشگاه داشت و در حالی‌که در بازی آخر خود با نتیجه ۴ بر ۰ موفق به پیروزی مقابل خنک در لیگ قهرمانان اروپا شده‌بود و صعود این تیم به مرحله بعد قطعی شده‌بود از هدایت این تیم کناره‌گیری کرد و جای خود را به جنارو گتوزو داد.

### اورتون
چند روز پس از برکناری از هدایت ناپولی، کارلتو این بار سکان هدایت اورتون را با قراردادی ۴٫۵ ساله به‌دست گرفت. در واقع قرار بود که آنچلوتی بخشی از برنامه‌های بلند مدت باشگاه اورتون برای تبدیل مجدد به یک قدرت در فوتبال انگلستان باشد.
اورتون با هدایت آنچلوتی در پایان فصل با ۸ برد، ۵ تساوی و ۶ باخت در رده دوازدهم ایستاد.
آنچلوتی برای فصل بعد چند خرید داشت که از بین آن‌ها خامس رودریگز و آلان سابقه کار با وی را دارا بودند. اورتون فصل را طوفانی آغاز کرد و ۷ برد پیاپی در تمامی رقابت‌ها به‌دست‌آورد. کمی بعد تیم آنچلوتی کمی افت کرد ولی دوباره به روند خوب خود بازگشت و سال ۲۰۲۰ را در رده چهارم لیگ به پایان رساند. در نیم‌فصل دوم بود که اورتون و آنچلوتی به مشکل خوردند و عملکرد خوبی از خود نشان ندادند، هرچند که توانستند مقابل لیورپول را در ورزشگاه آنفیلد پیروز شوند که در ۱۱ سال گذشته بی‌سابقه بود. آنها در پایان فصل در رتبه دهم جدول قرار گرفتند.

### رئال مادرید
کارلو آنچلوتی، سرمربی ایتالیایی تیم اورتون با فسخ قرارداد خود با این تیم، در تاریخ ۱ ژوئن سال ۲۰۲۱ با قراردادی سه ساله راهی مادرید شد.
از لحاظ شخصی کارلو آنچلوتی مشکلی با امضای قرارداد با رئال مادرید نداشت و توافقات خیلی زود صورت گرفت.
باشگاه رئال مادرید اسپانیا پس از پیروزی چهار بر صفر مقابل اسپانیول، چهار هفته مانده به پایان لالیگا، برای سی و پنجمین بار، با سرمربی‌گری آنچلوتی عنوان قهرمانی لیگ اسپانیا را به نام خود زد.
کارلو آنچلوتی، سرمربی رئال مادرید برای نخستین بار در دوران فعالیت حرفه‌ای خود توانست قهرمانی لالیگا را کسب کند. با این حال او کلکسیونی از قهرمانی را در چهار لیگ دیگر معتبر اروپا یعنی انگلیس، فرانسه، ایتالیا و آلمان دارد.
همچنین با کسب پیروزی رئال مادرید در فینال لیگ قهرمانان اروپا ۲۰۲۲ مقابل لیورپول، کارلو آنچلوتی را به اولین سرمربی تاریخ تبدیل کرد که دو بار با بیش از یک باشگاه، قهرمان لیگ قهرمانان اروپا شده‌است.
کارلو آنچلوتی، سرمربی رئال مادرید پس از کسب عنوان قهرمانی رقابت‌های لیگ قهرمانان اروپا با کسب ۴ عنوان قهرمانی در این بازی‌ها (۲ قهرمانی با تیم میلان و ۲ قهرمانی با تیم رئال مادرید)، به پرافتخارترین مربی تاریخ این رقابت‌ها تبدیل شد.

## آمار ملی

### بازی‌های ملی
| ایتالیا | ایتالیا | ایتالیا | ایتالیا |
| سال     | بازی    | گل      | پاس گل  |
| ------- | ------- | ------- | ------- |
| ۱۹۸۱    | ۴       | ۱       | ۰       |
| ۱۹۸۳    | ۴       | ۰       | ۰       |
| ۱۹۸۶    | ۵       | ۰       | ۰       |
| ۱۹۸۷    | ۳       | ۰       | ۰       |
| ۱۹۸۸    | ۵       | ۰       | ۱       |
| ۱۹۹۰    | ۴       | ۰       | ۰       |
| ۱۹۹۱    | ۱       | ۰       | ۰       |
| مجموع   | ۲۶      | ۱       | ۱       |

### گل‌های ملی
| شماره | تاریخ         | میزبان      | بازی ملی | حریف | نتیجه | رقابت                   |
| ----- | ------------- | ----------- | -------- | ---- | ----- | ----------------------- |
| ۱     | ۶ ژانویه ۱۹۸۱ | مونته ویدئو | ۱        | هلند | ۱–۱   | جام قهرمانان طلایی ۱۹۸۰ |

## آمار مربیگری
تا تاریخ تا ۲۹ نوامبر ۲۰۲۳
| تیم          | از             | تا              | رکورد | رکورد | رکورد | رکورد | رکورد | منبع          |
| تیم          | از             | تا              | بازی  | برنده | مساوی | باخت  | برد % | منبع          |
| ------------ | -------------- | --------------- | ----- | ----- | ----- | ----- | ----- | ------------- |
| رجنا         | ۱ ژوئیه ۱۹۹۵   | ۳۰ ژوئن ۱۹۹۶    | ۴۵    | ۱۷    | ۱۶    | ۱۲    | ۰۳۸   |               |
| پارما        | ۱ ژوئیه ۱۹۹۶   | ۳۰ ژوئن ۱۹۹۸    | ۸۷    | ۴۲    | ۲۷    | ۱۸    | ۰۴۸   |               |
| یوونتوس      | ۹ فوریه ۱۹۹۹   | ۱۷ ژوئن ۲۰۰۱    | ۱۱۴   | ۶۳    | ۳۳    | ۱۸    | ۰۵۵   |               |
| آ.ث. میلان   | ۶ نوامبر ۲۰۰۱  | ۳۱ مه ۲۰۰۹      | ۴۲۰   | ۲۳۸   | ۱۰۱   | ۸۱    | ۰۵۷   | [ ۲۰ ] [ ۲۱ ] |
| چلسی         | ۱ ژوئیه ۲۰۰۹   | ۲۲ مه ۲۰۱۱      | ۱۰۹   | ۶۷    | ۲۰    | ۲۲    | ۰۶۱   |               |
| پاری سن-ژرمن | ۳۰ دسامبر ۲۰۱۱ | ۲۵ ژوئن ۲۰۱۳    | ۷۷    | ۴۹    | ۱۹    | ۹     | ۰۶۴   |               |
| رئال مادرید  | ۲۵ ژوئن ۲۰۱۳   | ۲۵ مه ۲۰۱۵      | ۱۱۹   | ۸۹    | ۱۴    | ۱۶    | ۰۷۵   |               |
| بایرن مونیخ  | ۱ ژوئیه ۲۰۱۶   | ۲۸ سپتامبر ۲۰۱۷ | ۶۰    | ۴۲    | ۹     | ۹     | ۰۷۰   |               |
| ناپولی       | ۲۳ مه ۲۰۱۸     | ۱۰ دسامبر ۲۰۱۹  | ۷۳    | ۳۸    | ۱۹    | ۱۶    | ۰۵۲   |               |
| اورتون       | ۲۱ دسامبر ۲۰۱۹ | ۱ ژوئن ۲۰۲۱     | ۶۷    | ۳۱    | ۱۴    | ۲۲    | ۰۴۶   |               |
| رئال مادرید  | ۱ ژوئن ۲۰۲۱    | تاکنون          | ۱۳۶   | ۹۵    | ۱۹    | ۲۲    | ۰۷۰   |               |
| مجموع        | مجموع          | مجموع           | ۱٬۳۰۷ | ۷۷۰   | ۲۹۲   | ۲۴۵   | ۰۵۹   | —             |

## افتخارات به عنوان بازیکن

### باشگاهی

#### آ.اس. رم
- سری آ (۱): ۸۳–۱۹۸۲
- کوپا ایتالیا (۴): ۸۰–۱۹۷۹، ۸۱–۱۹۸۰، ۸۴–۱۹۸۳، ۸۶–۱۹۸۵

#### آ. ث. میلان
- سری آ (۲): ۸۸–۱۹۸۷، ۹۲–۱۹۹۱
- سوپر جام فوتبال ایتالیا (۱): ۱۹۸۸
- جام باشگاه‌های اروپا (۲): ۸۹–۱۹۸۸، ۹۰–۱۹۸۹
- سوپر جام اروپا (۲): ۱۹۸۹، ۱۹۹۰
- جام بین قاره‌ای (۲): ۱۹۸۹، ۱۹۹۰

## افتخارات به عنوان سرمربی

### تیمی

#### یوونتوس
- جام اینترتوتو (۱): ۱۹۹۹

#### آ.ث. میلان
- سری آ (۱): ۰۴–۲۰۰۳
- کوپا ایتالیا (۱): ۲۰۰۳
- سوپر جام ایتالیا (۱): ۲۰۰۴
- لیگ قهرمانان اروپا (۲): ۰۳–۲۰۰۲، ۰۷–۲۰۰۶
- سوپرجام اروپا (۲): ۲۰۰۳، ۲۰۰۷
- جام باشگاه‌های جهان (۱): ۲۰۰۷

#### چلسی
- لیگ برتر انگلستان (۱): ۱۰–۲۰۰۹
- جام حذفی انگلستان (۱): ۱۰–۲۰۰۹
- جام خیریه انگلستان (۱): ۲۰۰۹

#### پاری سن-ژرمن
- لیگ ۱ (۱): ۱۳–۲۰۱۲

#### بایرن مونیخ
- بوندس‌لیگا (۱): ۱۷–۲۰۱۶
- سوپر جام فوتبال آلمان(۲): ۲۰۱۶، ۲۰۱۷

#### رئال مادرید
- لا لیگا (۲): ۲۲–۲۰۲۱، ۲۴–۲۰۲۳
- کوپا دل ری (۲): ۱۴–۲۰۱۳، ۲۳–۲۰۲۲
- سوپر جام اسپانیا (۲): ۲۰۲۱، ۲۰۲۳
- لیگ قهرمانان اروپا (۳): ۱۴–۲۰۱۳، ۲۲–۲۰۲۱، ۲۴–۲۰۲۳
- سوپر جام اروپا (۲): ۲۰۱۴، ۲۰۲۲
- جام باشگاه‌های جهان (۲): ۲۰۱۴، ۲۰۲۲
- جام بین‌ قاره‌ای فیفا: ۲۰۲۴

### فردی
- مربی برتر سال یوفا: ۲۰۰۳
- برترین مربی باشگاهی جهان: ۲۰۰۷
- مربی سال جهان به انتخاب ورلد ساکر: ۲۰۰۳
- مربی مردان سال یوفا: ۲۰۲۲
- مربی سال سری آ (۲): ۲۰۰۱، ۲۰۰۴
- بهترین سرمربی سال گلوب ساکر (۳): ۲۰۱۴، ۲۰۲۲، ۲۰۲۴
- بهترین جاذبه رسانه‌ای در فوتبال گلوب ساکر: ۲۰۱۴
- بهترین سرمربی فوتبال فیفا: ۲۰۲۴
- جایزه یوهان کرایف مردان (بهترین مربی سال مردان): ۲۰۲۴
- بهترین سرمربی باشگاهی سال فدراسیون بین‌المللی تاریخ و آمار فوتبال (۴): ۲۰۰۷، ۲۰۱۴، ۲۰۲۲، ۲۰۲۴